# 8 Dywizja Obrony Wybrzeża
8 Bałtycka Dywizja Obrony Wybrzeża im. Bartosza Głowackiego – związek taktyczny Wojska Polskiego z okresu transformacji ustrojowej, powstały z 8 Drezdeńskiej Dywizji Zmechanizowanej.

## Formowanie i zmiany organizacyjne
W ramach zmian w strukturze i organizacji Wojska Polskiego 8 Dywizja Zmechanizowana zarządzeniem szefa Sztabu Generalnego WP nr 059 z 21 lipca 1993 została przekształcona w 8 Dywizję Obrony Wybrzeża.
Wcześniej rozwiązano stacjonującą w Gdańsku, a powstałą z 7 Dywizji Desantowej – jedynej polskiej jednostki dostosowanej do desantu morskiego – 7 Brygadę Obrony Wybrzeża (Na bazie 7 BOW powstała 1 Brygada OT z siedzibą w Gdańsku).
Odtąd jej funkcje i zadania miał przejąć koszaliński związek taktyczny. Był to jednak typowy związek taktyczny wojsk lądowych. Jego skład i wyposażenie nie różniło się niczym od innych związków taktycznych Sił Zbrojnych RP.
8 listopada 1993 za całokształt działalności służbowej i szkoleniowej nowo utworzona Dywizja  została wyróżniona przez Szefa Sztabu Generalnego WP gen. broni Tadeusza Wileckiego Znakiem Honorowym Sił Zbrojnych Rzeczypospolitej Polskiej.
Dywizja o organizacji brygadowej
W ramach restrukturyzacji Sił Zbrojnych RP nastąpiło przejście dywizji z organizacji pułkowej w  brygadową. Łączyło się z dostosowaniem struktur organizacyjnych Wojska Polskiego do struktur NATO. Zgodnie z zarządzeniem Dowódcy Pomorskiego Okręgu Wojskowego nr 0127 z 30 listopada 1993 rozformowano pułki.
Rozformowano i przekształcono następujące jednostki:
- 36 pułk zmechanizowany Legii Akademickiej z Trzebiatowa – przekształcono w 3 Brygadę Pancerną (późniejsza 36 Brygada Pancerna Legii Akademickiej),
- 16 pułk zmechanizowany ze Słupska – w jego miejsce rozpoczęto formowanie 7 Brygady Zmechanizowanej
- 32 pułk zmechanizowany z Kołobrzegu – w jego miejsce rozpoczęto formowanie 8 Brygady Zmechanizowanej w Kołobrzegu.
- 13 batalion łączności z Koszalina – utworzono 8 batalion dowodzenia (włączając m.in. w jego struktury 29 kompanię dowodzenia szefa OPL i 15 baterię dowodzenia szefa artylerii),

Rozwiązaniu uległa 64 kompania przeciwchemiczna z Koszalina, a kołobrzeski 5 batalion rozpoznawczy po zmianie numeracji na „8” przeniesiony został do Lęborka.
W tym samym garnizonie zlokalizowano 19 batalion saperów, stacjonujący uprzednio w Unieściu.
16 grudnia  1997 nastąpiło przekazanie 36 Brygady Pancernej Legii Akademickiej, która odtąd znalazła się w składzie 12 Szczecińskiej Dywizji Zmechanizowanej, a w 1998 rozwiązano kołobrzeską 8 Brygadę Zmechanizowaną. Do szczecińskiej dywizji przekazano także 8 batalion remontowy z Kołobrzegu.
Przyjęto natomiast z rozwiązanej 2 Pomorskiej Dywizji Zmechanizowanej im. J.H. Dąbrowskiego dwie nowe jednostki: 2 Brygadę Zmechanizowaną Legionów im. J. Piłsudskiego z Wałcza oraz 12 Brygadę Kawalerii Pancernej im. gen. L. Kmicic-Skrzyńskiego z Budowa k. Złocieńca.
31 grudnia 2001  sztab i jednostki dywizyjne zostały rozwiązane (Rozkaz szefa SG nr pf. 66/org./P5 z 28 lutego 2001 – o rozformowaniu 8 Bałtyckiej Dywizji Obrony Wybrzeża – do 31 grudnia 2001). Część oddziałów została przekazana w podporządkowanie innym dywizjom.  8 pułk przeciwlotniczy, stacjonujący w tym samym kompleksie koszarowym co sztab ZT, podporządkowany został  dowódcy Pomorskiego Okręgu Wojskowego.

## Odznaka dywizyjna
Odznaka  w kształcie krzyża wzorowanego na Krzyżu Grunwaldu. Ramiona pokryte granatową emalią i obwiedzione złotą listwą. W środku okrągła tarcza ze srebrną kotwicą w wieńcu laurowym na błękitnym tle. Pod tarczą motyw liścia mikołajka nadmorskiego w kolorze srebrnym. Poniżej tarczy stylizowany złoty napis 8 DOW.
Odznaka o wymiarach 40x40 mm, zaprojektował Grzegorz Ciechanowski. Wykonana została w pracowni grawerskiej Andrzeja Panasiuka w Warszawie. Pierwsze odznaki wręczono 3 września 1994.

## Skład organizacyjny (2000)
- dowództwo i sztab – Koszalin[4]
- 8 batalion dowodzenia – Koszalin
- 2 Brygada Zmechanizowana – Wałcz
- 7 Brygada Zmechanizowana – Słupsk
- 12 Brygada Kawalerii Pancernej – Budowo
- 4 pułk artylerii mieszanej – Kołobrzeg
- 8 pułk przeciwlotniczy – Koszalin
- 8 batalion rozpoznawczy – Lębork
- 19 batalion saperów – Lębork
- 8 batalion zaopatrzenia – Koszalin
- 8 batalion medyczny  – Kołobrzeg
- 6 Rejonowe Warsztaty Techniczne – Czarne

## Żołnierze dywizji
Dowódcy dywizji :
- gen. bryg. Zbigniew Głowienka (21.X.1992-28.III.1996)
- gen. bryg. Mieczysław Cieniuch (28.III.1996-1.VI.1998)
- gen. bryg. Andrzej Baran (1.VI.1998-23.XI.2000)
- płk dypl. Henryk Skarżyński (23.XI.2000-31.V.2001)
- 1 VI 2001 – p.o. dowódcy dywizji – płk dypl. Krzysztof Makowski
- 27 VIII 2001 – obowiązki dowódcy pozostałości dywizji objął płk dypl. Andrzej Gwadera
- 3 XI 2001 – obowiązki dowódcy pozostałości dywizji objął płk dypl. Jan Kret (do 31.XII.2001)[7]

## Przekształcenia
8 Drezdeńska Dywizja Piechoty → 8 Zmotoryzowana Dywizja Piechoty → 8 Drezdeńska Dywizja Zmechanizowana → 8 Dywizja Obrony Wybrzeża